# Folkemedicin
Folkemedicin omfatter medicinske aspekter af folkelig viden der har udviklet sig over generationer indenfor forskellige folkeslag før den moderne lægevidenskabsære begyndte. Verdenssundhedsorganisationen (WHO) definerer folkemedicin som "den totale sum af viden, evner og praksisser baseret på teorier, tro og erfaringer der er medfødte i forskellige kulturer, hvad enten der er forklarlige eller ej, der bruges i vedligeholdelsen af sundhed, såvel som i forebyggelse, diagnosticering, forbedring af behandling af fysisk eller mental sygdom".
Det er en fælles betegnelse for sygdomsteorier og terapier, baseret på et folkeligt, ikke-videnskabeligt grundlag, hvor ikke kun helbredende urter er det grundlæggende, men også en på overnaturlige magter som sygdomsårsag.